# ستويشكو ملادينوف جونيور
ستويشكو ملادينوف جونيور هو لاعب كرة قدم بلغاري في مركز الوسط، ولد في 19 يونيو 1985 في صوفيا في بلغاريا. لعب مع أكاداميك صوفيا وفيهرين ساندانسكي ونادي بيروي ستارا زاغورا ونادي لوكوموتيف صوفيا.